# Wuhan Times Square Tower
Le Wuhan Times Square est un gratte-ciel de 208 mètres construit en 2007 à Wuhan en Chine. 